# Clodia Pulcra
Clodia Pulcra (in latino Clodia Pulchra; 57 a.C.) è stata una nobildonna romana, prima moglie di Gaio Giulio Cesare Ottaviano.

## Biografia
Figlia di Fulvia, poi moglie di Marco Antonio, e del suo primo marito Publio Clodio Pulcro, era quindi figliastra dello stesso Antonio.
Quando, dopo la morte di Gaio Giulio Cesare, Marco Antonio e Ottaviano si riconciliarono dopo essersi scontrati a Modena, venne deciso, anche dietro la pressione dei soldati, di consolidare l'alleanza con un matrimonio, che avrebbe legato Ottaviano al generale di Cesare tramite la figlia acquisita. Clodia era all'epoca molto giovane, probabilmente appena dodicenne. Dopo due anni di convivenza, Ottaviano rimandò indietro Clodia dalla madre, inviando con la ex-moglie anche uno scritto in cui affermava di non aver consumato il matrimonio e che Clodia era ancora vergine. Ci furono voci riguardo alla mancata consumazione, tanto che alcuni sostennero che Ottaviano avesse intenzione sin dall'inizio di rompere con Marco Antonio.
Subito dopo il divorzio, Ottaviano sposò Scribonia.
Quanto a Clodia, si ipotizza possa essersi risposata con un Gneo Larcio ed essere stata la madre di Larcia, che a sua volta fu madre di Plauzia Urgulanilla, prima moglie del quarto imperatore, Claudio.